# 保元之亂
保元之乱（日语：／ Hōgen no ran），是一场发生于保元元年(1156)7月的内战，此事件涉及皇位繼承問題與攝關家內部紛爭。对阵双方为后白河天皇和其旗下平清盛、源义朝等武士，以及崇德上皇和其旗下平忠正、源为义等武士。战斗的结果，后白河天皇一方胜利，崇德上皇流放至讚岐國。
保元之乱的双方均借助武士的力量作战，标志着武士阶层走上日本政治舞台，成为日本武家政治的开端。攝關家出生的僧人慈圓在其著作《愚管抄》表示，保元之亂後，日本進入「武者之世」。

## 背景

### 鳥羽上皇與崇德天皇
永治元年(1141)，崇德天皇讓位予鳥羽上皇及藤原得子(美福門院)之子體仁(即近衛天皇)。崇德天皇雖為鳥羽上皇的第一皇子，然當世相傳崇德天皇為鳥羽上皇祖父白河天皇之子，兩者關係不睦，《古事談》更記載，鳥羽上皇稱崇德天皇為「叔父子」。據《愚管抄》記載，鳥羽上皇勸說崇德天皇，以體仁為其猶子的身分讓位予「皇太子」，崇德天皇成為治天之君；然，讓位宣命上最終卻記載讓位予「皇太弟」，崇德天皇院政之夢破滅。

### 攝關家内部紛爭
保安元年(1121)，藤原忠實將關白之位讓予嫡子藤原忠通，隱居於宇治。藤原忠實隱居期間，致力培養其次子藤原賴長，《愚管抄》評價藤原賴長為「日本第一大學生，和漢之才」。藤原忠通與藤原賴長相差23歲，藤原忠通因無後，收藤原賴長為其養子；然，康治2年(1143)藤原忠通嫡子近衛基實出生，藤原賴長繼承人地位不保，導致兄弟關係出現隔閡。久安5年(1149)藤原賴長升任左大臣，年僅28歲就任首席太政官。久安6年(1150)，兄弟倆皆意圖使其各自的養女進入近衛天皇的後宮，最終，多子(藤原賴長養女)成為皇后，呈子(同時為藤原忠通及美福門院的養女)成為中宮。
久安6年(1150)9月，藤原忠實逼迫藤原忠通將關白之位讓予藤原賴長，然藤原忠通拒絕父親的提議。藤原忠實對此不滿，斷絕與藤原忠通的父子關係，並命源為義等旗下武士侵入攝關家本宅東三條殿，搶奪象徵藤氏長者之位的朱器台盤，而後藤原忠實更將藤氏長者之位及其家產讓與藤原賴長。隔年，鳥羽上皇向藤原賴長下達内覧宣旨；内覧的權限與關白相似，鳥羽上皇在保留藤原忠實關白之職外，同時命藤原賴長負責内覧，顯非常態。

### 近衛天皇與鳥羽上皇相繼崩御
久壽2年(1155)7月，近衛天皇去世。而後，鳥羽上皇選定其第四皇子雅仁親王(即後白河天皇)為下一任天皇。雅仁親王為美福門院養子守仁(即二條天皇)的生父，守仁在當世風評極佳，故後白河天皇只被視為一過渡期的天皇。此舉可謂是斷絕崇德上皇及其後代繼承皇位的可能性。
當世流傳近衛天皇係死於藤原賴長之詛咒，而先前也發生藤原賴長強拆鳥羽上皇院近臣宅邸的事件，鳥羽上皇與藤原賴長的關係可謂不佳，後白河天皇即為後，鳥羽上皇並無下旨任命藤原賴長為內覽。
保元元年(1156)6月，鳥羽上皇病重，朝廷政治局面變得相當不穩定，檢非違使、兵衛府、北面武士等在京武士受到朝廷動員，源義朝、源義康護衛後白河天皇居所高松殿，源光保、平盛兼等護衛鳥羽上皇院御所鳥羽殿。7月2日，鳥羽上皇去世；鳥羽上皇臨終前，崇德上皇前去探望，但被阻止。

## 經過

### 備戰
保元元年(1156)7月5日，後白河天皇下令禁止諸國武士進入京城，並禁止在京武士自由活動；《兵範記》記載當時有流言表示崇德上皇及藤原頼長欲舉兵叛亂，《保元物語》也有類似的描述。7月6日，平清盛次男平基盛於東山法性寺逮捕藤原頼長麾下武士源親治。7月8日，後白河天皇下令諸國國司阻止藤原頼長從其莊園動員武士；同日，源義朝等人強行查封東三條殿。
7月9日，半夜，崇德上皇從鳥羽地區逃往白河北殿，並集結平家弘、源為義等武士；隔日，藤原頼長率領源頼憲、平忠正等武士從宇治前來與崇德上皇會合。因時間緊迫，崇德一方的武士主要是以攝關家的私兵為主，在數量上與得以依靠國家公權力動員諸國武士的後白河一方有顯著的差距。鎮西八郎源為朝提議夜襲後白河一方，但不被藤原頼長所接納，藤原頼長決定等待大和國的援軍到達後再為行動。
另一方面，聚集於高松殿的後白河一方也召開軍議。信西(後白河天皇乳母夫)及源義朝主張主動進攻，藤原忠通原先有些猶豫，最終還是決定採納信西等人的意見。

### 夜襲
7月11日凌晨，後白河天皇從高松殿移駕至東三條殿。於此同時，後白河一方兵分三路襲擊崇德一方所處的白河北殿，源義朝率200餘騎走大炊御門大路，做為主力從正面進攻；平清盛率300餘騎走二條大路，從側面支援源義朝；源義康率100餘騎走近衛大路，斷絕敵方後路。後白河一方決定使用火攻，火燒白河北殿隔壁的宅邸，早上八點左右，火勢蔓延至白河北殿，崇德上皇與藤原頼長只得向外逃亡，崇德一方武士各自逃竄。而後，後白河一方武士於正午凱旋返回高松殿。

## 戰後
保元元年(1156)7月11日，合戰結束後，朝廷對旗下武士論功行賞，平清盛就任播磨守，源義朝就任右馬權頭並獲准昇殿，源義康獲封從五位下外加昇殿資格。其後，平清盛兄弟平賴盛及平教盛亦獲准昇殿。
崇德上皇原先欲投靠同母弟覺性入道親王，但被拒絕，7月13日投降。7月23日，朝廷將崇德上皇流放至讚岐國。藤原頼長逃出京城，尋求父親藤原忠實的庇護，同樣遭到拒絕；藤原頼長於合戰期間被流矢所傷，遂於7月14日去世。而後，藤原忠實被命蜇居於京城北郊的知足院，藤原忠通繼承藤氏長者之位及攝關家的莊園。
7月28日，平清盛在六波羅將其叔父平忠正等五人斬首；7月30日，源義朝在船岡山將其父親源為義及數名兄弟斬首，源義康在大江山將平家弘等七人斬首。此為朝廷自藥子之變後三個世紀首次動用死刑。